# Ochthebius perdurus
Ochthebius perdurus är en skalbaggsart som beskrevs av Edmund Reitter 1899. Ochthebius perdurus ingår i släktet Ochthebius och familjen vattenbrynsbaggar. Inga underarter finns listade i Catalogue of Life.